# 土屋暁
土屋 暁（つちや あきら）は、ガストに所属する作曲家、ゲームクリエイター、ディレクター。

## 概要
1998年、サウンド職としてガストへ入社後、エリーのアトリエ以降のアトリエシリーズや自らディレクターを務めるアルトネリコシリーズの楽曲を担当し、また会社ぐるみで交流のある日本一ソフトウェアや志方あきこ等の交流のある歌手に楽曲を提供している。
サウンド職とは別に“EALIA”の名義で活動していた時期があり、1999年頃より立ち上げた自身の個人サイト「EALIA'z creative labo -幻・音・彩・館-」及び「Flash おとのは茶房」（いずれも現在サイトは閉鎖・閲覧不可）ではストーリー指向のオリジナル音楽のほか、フリーゲームやFlashアニメを制作・公開し、Flashアニメで使われているイラストなども自ら手掛けていた。その傍ら、同人音楽としてCDの制作もしており、コミックマーケットに参加していた事がある。

## 参加作品
- アトリエシリーズ
  - エリーのアトリエ 〜ザールグルグの錬金術士2〜 - BGMなどを担当
  - リリーのアトリエ 〜ザールグルグの錬金術士3〜 - BGMなどを担当
  - ユーディーのアトリエ 〜グラムナートの錬金術士〜 - BGMなどを担当
  - ヴィオラートのアトリエ 〜グラムナートの錬金術士2〜 - BGMなどを担当
  - イリスのアトリエ エターナルマナ - 主題歌の作曲を担当
- アルトネリコシリーズ
  - アルトネリコ 世界の終わりで詩い続ける少女 - BGM・ディレクターを担当
  - アルトネリコ2 世界に響く少女たちの創造詩 - BGM・ディレクターを担当
  - アルトネリコ3 世界終焉の引鉄は少女の詩が弾く - BGM・ディレクターを担当
- サージュ・コンチェルトシリーズ
  - シェルノサージュ〜失われた星へ捧ぐ詩〜 - 音楽・ディレクターを担当
  - アルノサージュ〜生まれいずる星へ祈る詩〜 - ディレクターを担当
- ロビン・ロイドの冒険 - BGMを担当
- トリノホシ 〜Aerial Planet〜 - 楽曲提供
- 拡張少女系トライナリー